# Nacaduba hermus
Nacaduba hermus är en fjärilsart som beskrevs av Felder 1860. Nacaduba hermus ingår i släktet Nacaduba och familjen juvelvingar. Inga underarter finns listade i Catalogue of Life.

## Bildgalleri

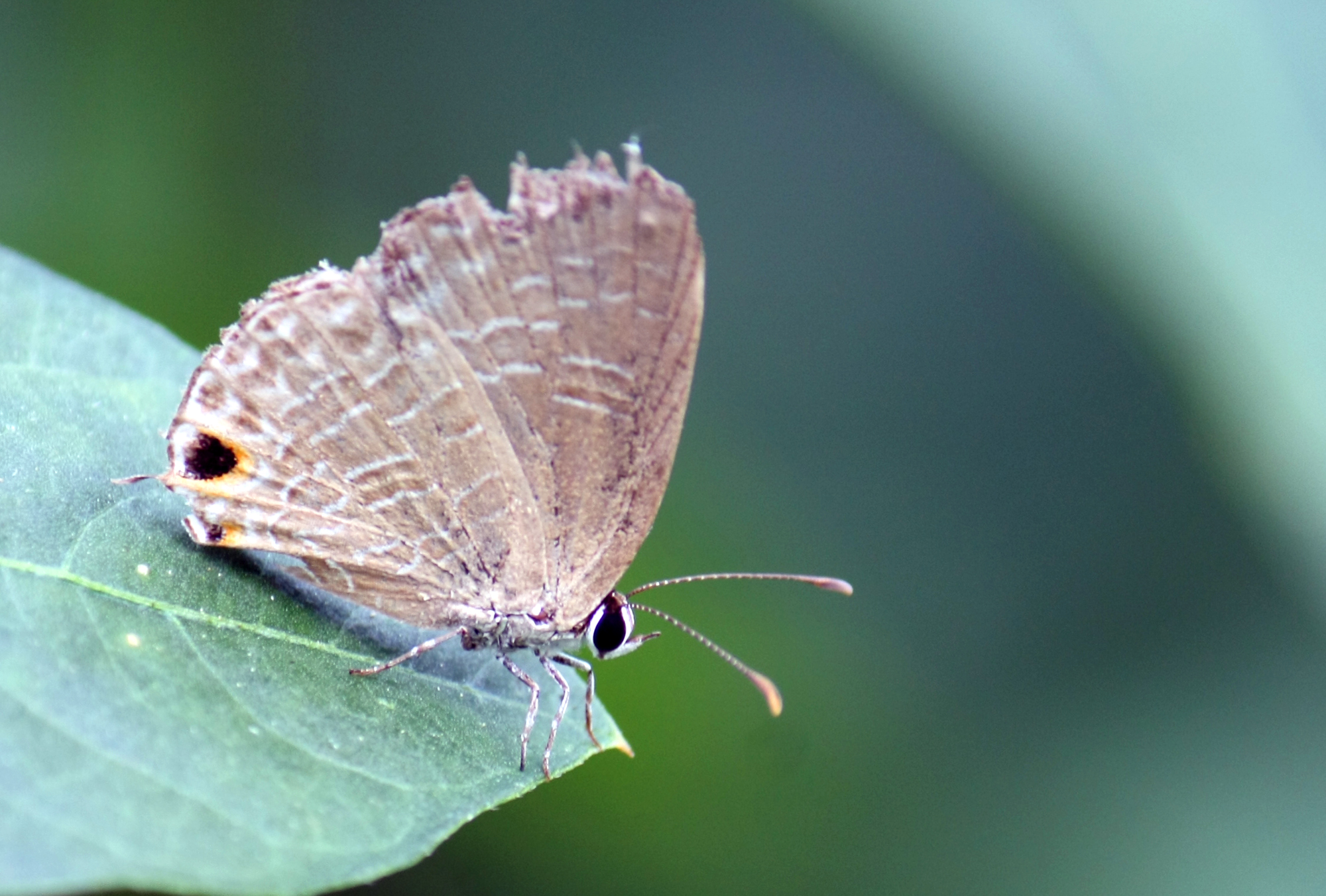